# Reacción isogírica
Las reacciones isogíricas son reacciones reales o hipotéticas en la cual la multiplicidad de espín no cambia de reactivos a productos. Por ejemplo para la reacción (1) observamos que las especies C
6H
5Cl y HCl presentan multiplicidad 1 junto con las especies H y C
6H
5 que presentan multiplicidad 2 logrando así el balance de la reacción.
(1) C
6H
5Cl + H → C
6H
5 + HCl
Es común en termoquímica computacional usar este tipo de reacciones que a su vez son reacciones isodésmicas para determinar las entalpías de formación de compuestos que resultan difíciles de estimar experimentalmente. Un ejemplo de reacciones reacciones isogíricas e isodésmicas se presenta a continuación para la determinación de las entalpías de formación de compuestos sulfo-fluorados:
(2) SCl + H
2 → HCl + HS
(3) SFCl + SF → SF
2 + SCl
(4) 2SF
4Cl + SF
2 → 2SF
5 + SCl
2